# Cadillac Debutante
Der Cadillac Debutante ist ein Konzeptfahrzeug, das die Cadillac-Division von General Motors baute und 1950 auf der Chicago Auto Show präsentierte.
Der Innenraum ist mit Leopardenleder ausgeschlagen und besitzt einen Instrumententräger und weitere Applikationen aus 24-karätigem Gold. Der Wagen wurde mit einem Preis von 35.000 US$ veranschlagt und gilt als luxuriösester Cadillac aller Zeiten. Er wurde nie in Serie gefertigt; es blieb bei einem Einzelstück.